# Коэн, Леонс
Леонс Коэн (фр. Léonce Cohen; 12 февраля 1829, Париж — 25 февраля 1901, Париж) — французский музыкант.
Родился в купеческой семье эльзасских евреев, перебравшейся в Париж; отец Коэна Бенуа (1798—1856) в год его рождения унаследовал у своего тестя магазин фарфора. Впоследствии Коэн-старший стал первым директором парижской Больницы Ротшильда, построенной Джеймсом Ротшильдом в 1852 году. Мать Коэна, Мерлина Вейль (1805—1875), приходилась двоюродной бабкой Анри Бергсону и Марселю Прусту.
В тринадцатилетнем возрасте поступил в Парижскую консерваторию в класс скрипки, затем окончил также класс органа Франсуа Бенуа (1849) и класс композиции Эме Леборна. В 1852 году был удостоен Римской премии за кантату «Возвращение Виржинии» (фр. Le Retour de Virginie, на тему повести «Поль и Виржиния» Бернардена де Сен-Пьера), опередив Камиля Сен-Санса (хотя директор консерватории Даниэль Обер и нашёл это решение несправедливым).
Со студенческих лет играл на альте в оркестре парижской Итальянской оперы, откуда уволился после получения Римской премии. В ходе трёхлетнего пребывания в Риме (благодаря полученной премии) написал, в частности, Торжественную мессу, по поводу которой Фроманталь Галеви заметил: «Стиль не всегда достаточно возвышенный для своего предмета, но зато есть воодушевление и теплота». По возвращении в Париж играл на альте в различных оркестрах, в том числе в Оркестре концертного общества Парижской консерватории (с 1875 года), затем занял позицию концертмейстера вторых скрипок в оркестре Опера-комик. Написал две оперетты, «Мамзель Жанна» (фр. Mam’zelle Jeanne; 1858) и «Беттина» (1866), не пользовавшиеся особенным успехом. Коэну принадлежат также различные небольшие камерные и вокальные сочинения. Наибольшее признание получил написанный Коэном учебник «Школа музыканта» (фр. Ecole du musicien, ou solfège théorique et pratique, avec accompagnement de piano; 1862, в трёх частях).